# Levondivka, Romnî
Levondivka (în ucraineană Левондівка) este un sat în comuna Perehrestivka din raionul Romnî, regiunea Sumî, Ucraina.

## Demografie
Componența lingvistică a localității Levondivka
     Ucraineană (97,81%)
     Rusă (2,19%)
Conform recensământului din 2001, majoritatea populației localității Levondivka era vorbitoare de ucraineană (97,81%), existând în minoritate și vorbitori de rusă (2,19%).